# Honkbal op de Olympische Zomerspelen 1984
Honkbal stond voor de zesde maal op het programma tijdens de Olympische Zomerspelen 1984 in Los Angeles. Het was de eerste maal dat de sport officieel op het programma stond, als demonstratiesport; bij de vijf vorige gelegenheden ging het om één exhibitiewedstrijd per toernooi.
Acht teams namen deel aan dit toernooi, deze acht teams werden verdeeld over 2 groepen.

## Voorronde

### Witte groep
| datum      | land                   | score  | land                   |
| ---------- | ---------------------- | ------ | ---------------------- |
| 31 juli    | Italië                 | 10 - 7 | Dominicaanse Republiek |
| 31 juli    | Chinees Taipei         | 1 - 2  | Verenigde Staten       |
| 2 augustus | Dominicaanse Republiek | 1 - 13 | Chinees Taipei         |
| 2 augustus | Verenigde Staten       | 16 - 1 | Italië                 |
| 4 augustus | Dominicaanse Republiek | 0 - 12 | Verenigde Staten       |
| 4 augustus | Italië                 | 0 - 10 | Chinees Taipei         |

#### Eindstand
|   | land                   | Gs | W | V | RF | RA |
| - | ---------------------- | -- | - | - | -- | -- |
| 1 | Verenigde Staten       | 3  | 3 | 0 | 30 | 2  |
| 2 | Chinees Taipei         | 3  | 2 | 1 | 24 | 3  |
| 3 | Italië                 | 3  | 1 | 2 | 11 | 33 |
| 4 | Dominicaanse Republiek | 3  | 0 | 3 | 8  | 35 |

### Blauwe groep
| datum      | land       | score  | land       |
| ---------- | ---------- | ------ | ---------- |
| 1 augustus | Canada     | 3 - 4  | Nicaragua  |
| 1 augustus | Japan      | 2 - 0  | Zuid-Korea |
| 3 augustus | Zuid-Korea | 3 - 1  | Canada     |
| 3 augustus | Nicaragua  | 1 - 19 | Japan      |
| 5 augustus | Canada     | 6 - 4  | Japan      |
| 5 augustus | Nicaragua  | 6 - 7  | Zuid-Korea |

#### Eindstand
|   | land       | Gs | W | V | RF | RA |
| - | ---------- | -- | - | - | -- | -- |
| 1 | Japan      | 3  | 2 | 1 | 25 | 7  |
| 2 | Zuid-Korea | 3  | 2 | 1 | 10 | 9  |
| 3 | Canada     | 3  | 1 | 2 | 10 | 11 |
| 4 | Nicaragua  | 3  | 1 | 2 | 11 | 29 |

## Halve Finales
| datum      | land           | score | land             |
| ---------- | -------------- | ----- | ---------------- |
| 6 augustus | Chinees Taipei | 1 - 2 | Japan            |
| 6 augustus | Zuid-Korea     | 2 - 5 | Verenigde Staten |

## 3de/4de plaats
| datum      | land           | score | land       |
| ---------- | -------------- | ----- | ---------- |
| 7 augustus | Chinees Taipei | 3 - 0 | Zuid-Korea |

## Finale
| datum      | land  | score | land             |
| ---------- | ----- | ----- | ---------------- |
| 2 augustus | Japan | 6 - 3 | Verenigde Staten |

### Eindrangschikking
| rang | land                   |
| ---- | ---------------------- |
| 1    | Japan                  |
| 2    | Verenigde Staten       |
| 3    | Chinees Taipei         |
| 4    | Zuid-Korea             |
| 5    | Canada                 |
| 5    | Italië                 |
| 7    | Dominicaanse Republiek |
| 7    | Nicaragua              |

Stockholm 1912* · 
Berlijn 1936* · 
Helsinki 1952* · 
Melbourne 1956* · 
Tokio 1964* · 
Los Angeles 1984* · 
Seoel 1988* · 
Barcelona 1992 · 
Atlanta 1996 · 
Sydney 2000 · 
Athene 2004 · 
Peking 2008 · 
Tokio 2020 · 
Los Angeles 2028 
Medaillewinnaars
* Demonstratiesport
Atletiek · Basketbal · Boksen · Boogschieten · Gewichtheffen · Gymnastiek · Handbal · Hockey · Honkbal (demonstratie) · Judo · Kanovaren · Moderne vijfkamp · Paardensport · Roeien · Schermen · Schietsport · Schoonspringen · Synchroonzwemmen · Tennis (demonstratie) · Voetbal · Volleybal · Waterpolo · Wielersport · Worstelen · Zeilen · Zwemmen